# Mont-lès-Seurre
Mont-lès-Seurre ist eine französische Gemeinde mit 188 Einwohnern (Stand: 1. Januar 2022) im Département Saône-et-Loire in der Region Bourgogne-Franche-Comté (vor 2016 Bourgogne). Sie gehört zum Arrondissement Chalon-sur-Saône und ist Teil des Kantons Gergy (bis 2015 Verdun-sur-le-Doubs). 

## Geografie
Mont-lès-Seurre liegt etwa 32 Kilometer nordöstlich von Chalon-sur-Saône zwischen Saône und Doubs. Umgeben wird Mont-lès-Seurre von den Nachbargemeinden Trugny im Norden und Nordosten, Clux-Villeneuve im Osten, Navilly im Süden und Südosten, Pontoux im Süden und Südwesten, Charnay-lès-Chalon im Südwesten sowie Chivres im Westen und Nordwesten.

## Bevölkerungsentwicklung
| Jahr                      | 1962 | 1968 | 1975 | 1982 | 1990 | 1999 | 2006 | 2011 | 2016 |
| Einwohner                 | 171  | 170  | 150  | 150  | 151  | 136  | 149  | 176  | 177  |
| Quelle: Cassini und INSEE |      |      |      |      |      |      |      |      |      |

## Sehenswürdigkeiten
- Kirche Saint-Martin aus dem 16. Jahrhundert

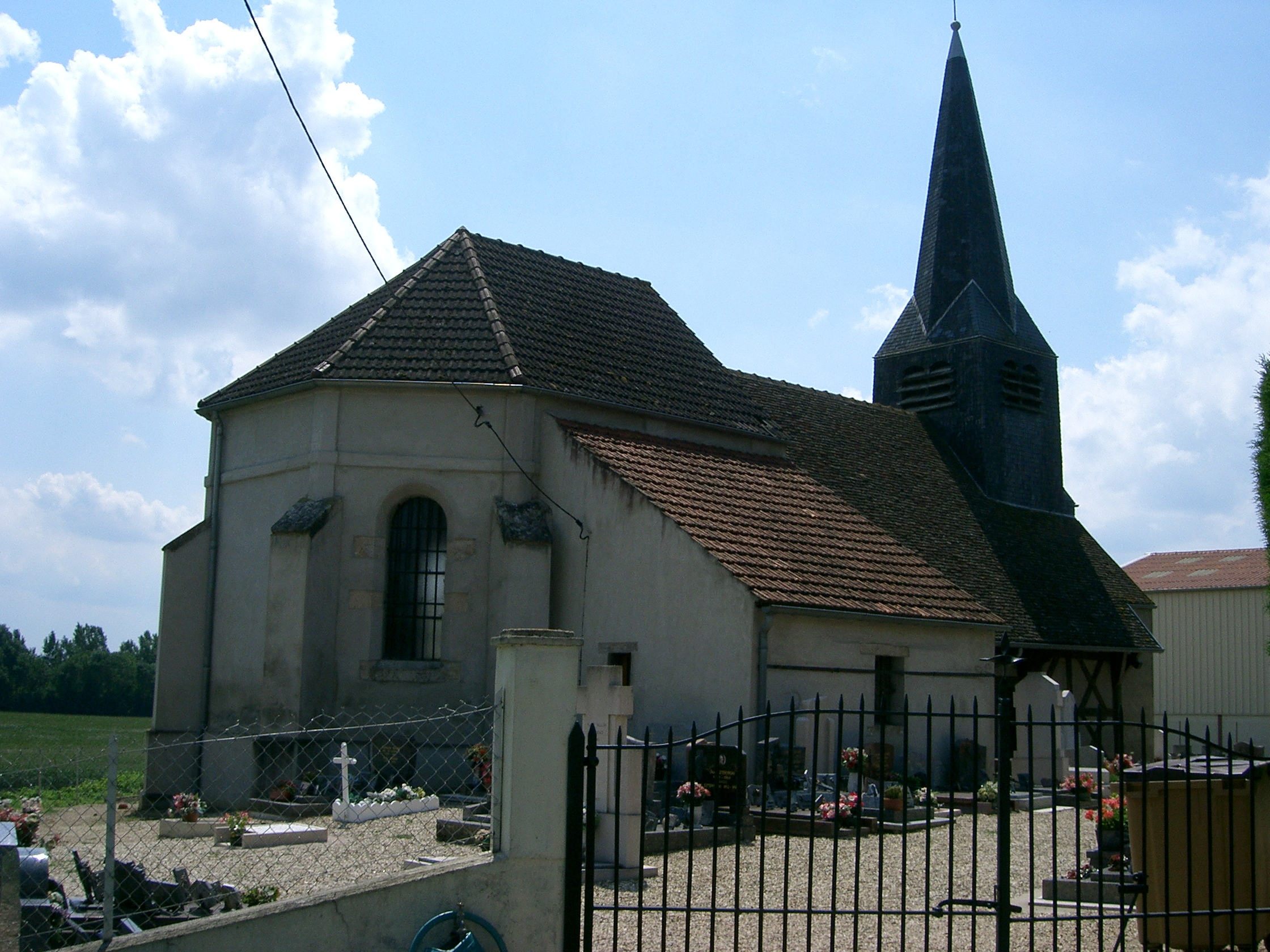
Kirche Saint-Martin